# Theridion choroni
Theridion choroni är en spindelart som beskrevs av Claude Lévi 1963. Theridion choroni ingår i släktet Theridion och familjen klotspindlar.
Artens utbredningsområde är Venezuela. Inga underarter finns listade i Catalogue of Life.